# Jirō Horikoshi
Jirō Horikoshi (堀越 二郎 Horikoshi Jirō?,  22 de junio de 1903-11 de enero de 1982) fue un ingeniero aeronáutico japonés.
Fue el máximo responsable de muchos de los diseños de cazas japoneses durante la Segunda Guerra Mundial, especialmente del más célebre de todos ellos, el caza Mitsubishi A6M Zero. La película de Studio Ghibli Kaze Tachinu (2013) narra su vida.

## Primeros años
Horikoshi nació en Fujioka, prefectura de Gunma, Imperio de Japón. En 1927 se graduó en el recién creado Laboratorio de Aviación (Kouku Kenkyu Sho) del Departamento de Ingeniería de la Universidad de Tokio y comenzó a trabajar para la compañía Mitsubishi en la planta de fabricación de aeronaves de Nagoya.
El primer avión que diseñó fue el exitoso Mitsubishi A5M, tras lo que a él y a su equipo se le pidió en 1937 que diseñara el Prototipo 12. Este diseño estuvo listo en julio de 1940, fue aceptado por la Armada Imperial Japonesa y bautizado «Modelo 00» o «Zero». Después Horikoshi estuvo implicado en el diseño de otros cazas de la factoría Mitsubishi como el Mitsubishi J2M Raiden y el Mitsubishi A7M Reppu. Sus memorias, que recuerdan el desarrollo del famoso caza Zero, se publicaron por primera vez en Japón en 1970.

## En tiempos de guerra
A pesar de los estrechos lazos de Mitsubishi a la institución militar japonesa, y su participación directa en el progreso bélico de la nación hacia la Segunda Guerra Mundial, Horikoshi se oponía firmemente a lo que él consideraba una guerra inútil. Algunos extractos de su diario personal durante el último año de la guerra, que se publicaron en 1956, ponían en relieve su oposición:

Cuando nos despertamos en la mañana del 8 de diciembre de 1941, nos encontramos a nosotros mismos —sin ningún tipo de conocimiento previo— envueltos en la guerra... 
Desde entonces, la mayoría de nosotros que realmente había entendido el impresionante poderío industrial de los Estados Unidos creía firmemente que Japón nunca iba a ganar esta guerra. Estábamos convencidos de que seguramente nuestro gobierno tenía en mente algunas medidas diplomáticas que llevarían al conflicto a su fin antes de que la situación se tornara catastrófica para el Japón. Pero ahora, despojados de cualquier vigorosa acción gubernamental para buscar una salida diplomática, estamos siendo llevados a la perdición. 
Japón está siendo destruido. No puedo cambiar [cosa alguna], pero la culpa la tiene la jerarquía militar y los políticos ciegos en el poder que arrastraron al Japón en este caldero infernal de la derrota.

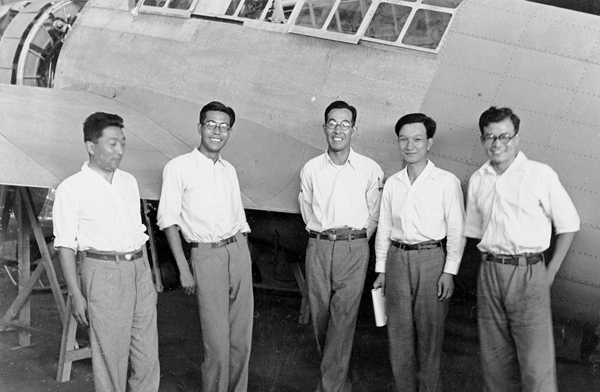
Horikoshi (centro) y varios miembros del equipo de diseño del caza A6M Zero en julio de 1937.

El 7 de diciembre de 1944, un fuerte terremoto en la región de Tokai obligó a Mitsubishi a detener la producción de aeronaves en su planta de Ohimachi, Nagoya. Una semana más tarde, un ataque aéreo realizado por un B-29 sobre la Mitsubishi Engine Works en Daiko-cho, Nagoya, causó graves destrozos a las obras y un severo retroceso en la producción. Horikoshi, que había estado en una conferencia en Tokio con oficiales de la Armada Imperial para discutir el nuevo caza Reppu, regresó el día 17 a Nagoya, a tiempo para presenciar otro ataque aéreo sobre las fábricas de Mitsubishi al día siguiente. Como resultado del ataque aéreo, la compañía evacuó su maquinaria y los ingenieros a los suburbios del este de Nagoya. Horikoshi y el Departamento de Ingeniería fueron reubicados en un edificio escolar que había sido requisado. Exhausto y sobrecargado de trabajo, Horikoshi enfermó de pleuresía el 25 de diciembre y permaneció postrado en cama hasta principios de abril. Durante este período, él registró en detalle los horrores de los ataques aéreos crecientes sobre Tokio y Nagoya, incluyendo el devastador ataque incendiario del 9 al 10 marzo conocido como Operación Meetinghouse. Un ataque aéreo masivo sobre Nagoya la noche siguiente, con B-29 lanzando "decenas de miles de bombas incendiarias", destruyó la mayor parte de la ciudad construida principalmente de madera. El 12 de marzo, Horikoshi envió la mayoría de su familia, incluyendo a su madre de edad avanzada, sus niños y hermanastro, a su pueblo natal cerca de Takasaki para estar a salvo de los bombardeos, aunque su esposa se quedó con él en Nagoya.
Aunque debilitado en gran medida por su prolongada enfermedad, Horikoshi regresó al trabajo en Mitsubishi en mayo. Le asignaron las obras innovadoras de la compañía, ubicadas en Matsumoto, Prefectura de Nagano. Mientras estaba en el tren hacia Matsumoto, fue testigo de la verdadera magnitud del impacto de la guerra en Nagoya:

Por primera vez, vi realmente los efectos de los ataques incendiarios en Nagoya. La ciudad es un páramo, carbonizada e indescriptiblemente desolada. Mi antigua fábrica es una ruina fantasmal de acero acanalado, destrozada por las bombas y desgarrada por las cuadrillas de dispersión. Es difícil creer que todo esto sea cierto. Sabía que pronto estaría bien. Extrañamente, sin embargo, tenía pocas ganas de volver al trabajo. La impresión de la ciudad destrozada y las fábricas destrozadas no saldrán de mí.

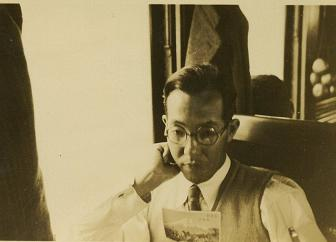
Horikoshi (octubre de 1938)

Todavía muy débil, Horikoshi fue enviado a casa para descansar después de sólo una semana de vuelta al trabajo. Regresó a su ciudad natal, donde se reunió con su familia y descansó hasta el mes de julio. En su diario, grabó cómo todavía se podían oír las explosiones a la distancia cuando los aliados bombardearon cerca de Takasaki y Maebashi. Durante los últimos meses de la guerra, Horikoshi registró el descenso de Japón en el caos y el agotamiento. A pesar de que volvió a trabajar en la planta de Matsumoto el 22 de julio, como en Matsumoto se había librado de los ataques aéreos, se encontró con la fuerza laboral desmoralizada y las operaciones en el caos como consecuencia de las constantes evacuaciones de emergencia en la que se habían dispersado empleados y talleres en todo el país. La mayoría de los empleados restantes de Mitsubishi abandonaron todos los esfuerzos por trabajar a principios de agosto y estuvieron preparados para la derrota y la rendición de Japón, que finalmente llegó el 15 de agosto.

## Últimos años
Tras la guerra Horikoshi participó en el diseño del avión de turbohélice NAMC YS-11 junto a Hidemasa Kimura. Una vez que abandonó Mitsubishi Heavy Industries se dedicó a la enseñanza en diversas instituciones: en los años sesenta y setenta fue profesor en el Instituto Espacial y Aeronáutico de la Universidad de Tokio, en la Academia de Defensa Nacional (entre 1965—1969 y 1972—1973) y en la Facultad de Ingeniería de la Universidad Nihon.
En 1956, Horikoshi colaboró en un libro acerca del «Zero» con Okumiya Masatake, un general de la FAAJ y un excomandante de la Armada Imperial Japonesa que había liderado escuadrones de combate de «Zero» durante la guerra. El libro se publicó en 1956 en los Estados Unidos como Zero: The Story of Japan's Air War in the Pacific.
En semijubilación a principios de los años setenta, se desempeñó como asesor de la sociedad de constructores de aviones japoneses, y siguió recibiendo cartas de amantes de los aviones de todo el mundo. En un viaje a Nueva York llegó a Long Island y se quedó en el Garden City Hotel, donde Charles Lindbergh había pasado la noche antes de su vuelo transatlántico solitario en 1927.
En 1973 recibió la Orden del Sol Naciente en reconocimiento a sus méritos. Sus memorias sobre el desarrollo del «Zero» fueron publicadas en Japón en 1970, y traducidas por el Departamento de Prensa de la Universidad de Washington como Eagles of Mitsubishi: The Story of the Zero Fighter, el cual fue publicado en 1981 en su versión inglesa.
Jirō Horikoshi murió en Tokio, el 11 de enero de 1982, a los 78 años tras padecer neumonía. Su obituario fue cubierto en varios periódicos importantes de todo el mundo, incluyendo The Washington Post y The New York Times. Le sobreviven cinco hijos, ninguno de los cuales persiguió una carrera en diseño aeronáutico o de ingeniería.

## Diseños

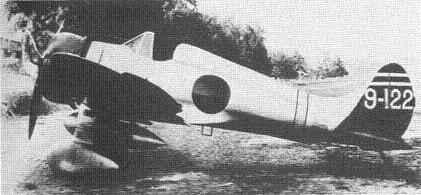
Mitsubishi A5M.
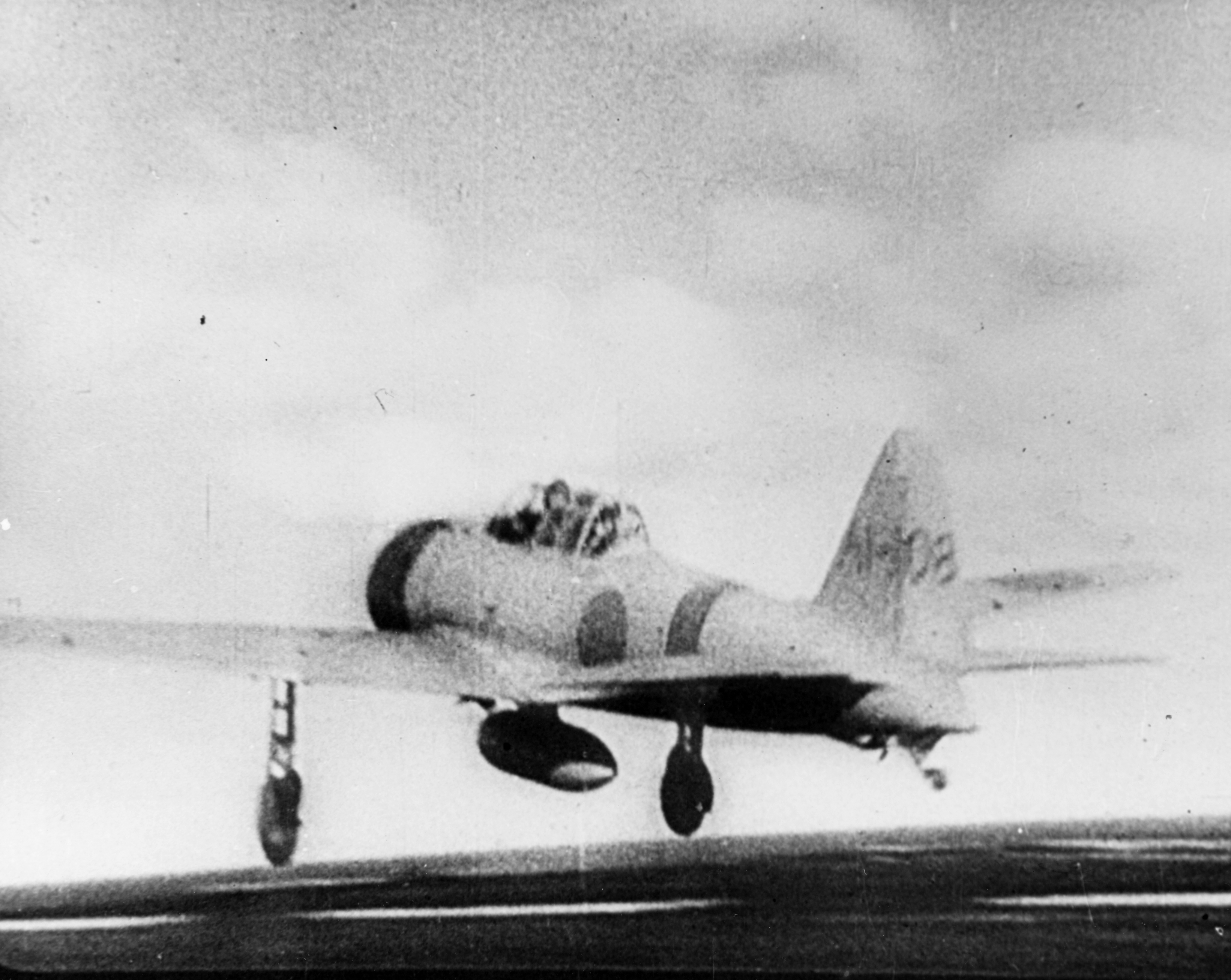
Un Mitsubishi A6M Zero despegando desde el portaaviones Akagi para el ataque a Pearl Harbor.
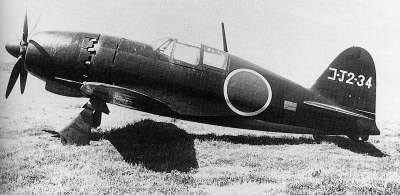
Mitsubishi J2M.
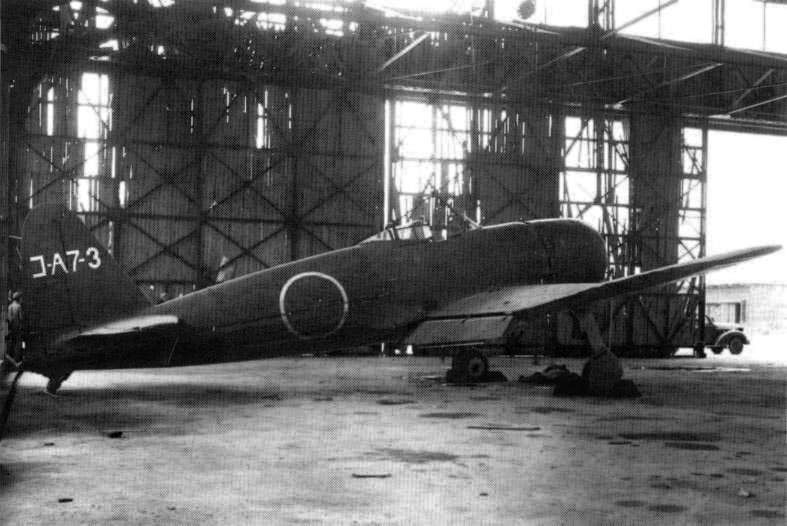
Mitsubishi A7M.